# Mose Alive!
| Recensione | Giudizio |
| ---------- | -------- |
| AllMusic   | [ 2 ]    |

Mose Alive! (il titolo completo sarebbe Mose Alive! Mose Allison Recorded Live at the "Lighthouse" in Hermosa Beach, California) è un album discografico dal vivo del pianista e cantante jazz statunitense Mose Allison, pubblicato dalla casa discografica Atlantic Records nell'aprile del 1966.

## Tracce

### LP
Lato A
1. Smashed – 2:20 (Mose Allison)
2. Seventh Son – 2:30 (Willie Dixon)
3. Fool's Paradise – 3:36 (Jesse Fuller)
4. I Love the Life I Live – 2:26 (Willie Dixon)
5. Since I Fell for You – 2:47 (Buddy Johnson)
6. Love for Sale – 5:17 (Cole Porter)

Lato B
1. Baby Please Don't Go – 2:40 (Joe Williams)
2. That's Alright – 2:28 (Jimmy Rogers)
3. Parchman Farm – 3:11 (Mose Allison)
4. Tell Me Somethin' – 2:30 (Mose Allison)
5. The Chaser – 6:44 (Mose Allison)

## Musicisti
- Mose Allison - piano, voce
- Stan Gilbert - contrabbasso
- Mel Lee - batteria

Note aggiuntive
- Nesuhi Ertegun - produttore, supervisore
- Wally Heider - ingegnere delle registrazioni
- Haig Adishian - design copertina album originale
- Nick Samardge - foto copertina album orininale
- John Tynan - note retrocopertina album originale[3]